# Sigwardskirche (Idensen)

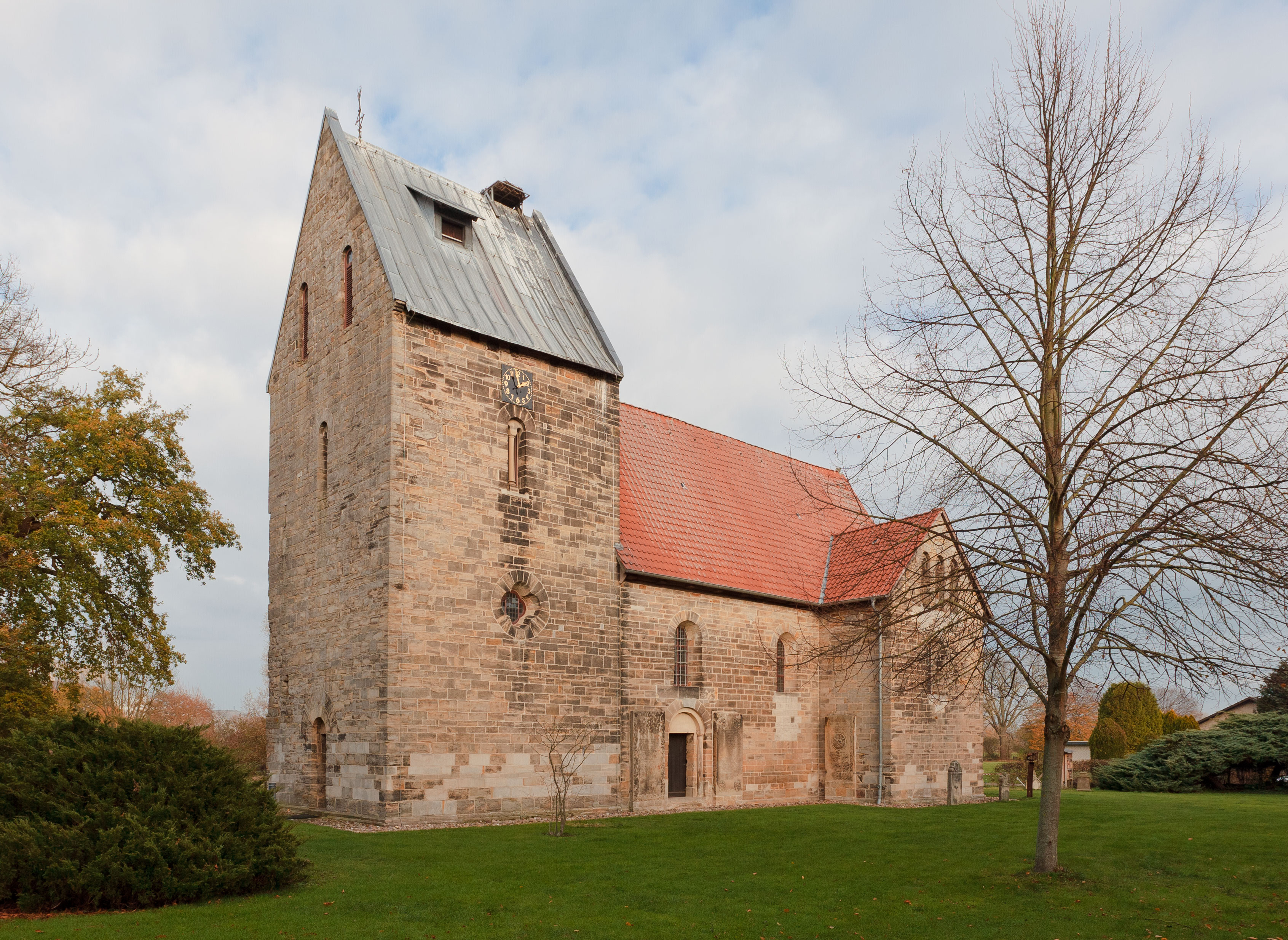
Sigwardskirche

Die Sigwardskirche in Idensen, heute Ortsteil von Wunstorf, ist eine romanische Kirche, die wegen ihrer Architektur und der im Original erhaltenen romanischen Ausmalung als einer der bedeutendsten sakralen Kleinbauten der Romanik gilt. Die Kirchengemeinde Idensen-Mesmerode gehört zum Kirchenkreis Neustadt-Wunstorf im Sprengel Hannover der Evangelisch-lutherischen Landeskirche Hannovers.

## Geschichte
In den Jahren 1129 bis 1134 ließ Bischof Sigward von Minden die Kirche als Eigenkirche errichten. Sie wurde der heiligen Ursula von Köln und ihren elftausend Jungfrauen geweiht, da das Bistum Minden zur Kirchenprovinz Köln gehörte. Die Zentralstellung des Apostels Petrus im Bildprogramm erklärt sich aus seiner Rolle als Hauptpatron sowohl des Kölner wie des Mindener Doms. Bischof Sigward, der die Kirche und einen benachbarten Wohnturm auch als Sommerresidenz nutzte, wurde 1140 dort bestattet. Eine Grabanlage ist allerdings nicht auffindbar.
Wohl schon im 15. Jahrhundert, aber spätestens im 17. Jahrhundert wurde die romanische Ausmalung mit weißem Kalk übertüncht. Die Fresken der Südwand waren zwischenzeitlich durch einen Sturmschaden am Dach fast vollständig zerstört worden, so dass manche Motive heute nur in Bruchstücken erkennbar sind. 1670 wurde die Bleibedeckung des Dachs abgetragen. Bereits im 18. Jahrhundert wurde erwogen, die Kirche, die längst zu klein geworden war für die gewachsene Gemeinde, durch einen größeren Neubau zu ersetzen. Stattdessen entschied man sich, Emporen einzuziehen.
Der hannoversche Baurat Conrad Wilhelm Hase erkannte 1858 die Existenz von Fresken. Er verhinderte den Teilabbruch und Umbau der Sigwardskirche. Nach seinen Plänen wurde 1887 bis 1888 stattdessen ein neugotischer Neubau gegenüber der alten Kirche für 25.000 Mark errichtet. Mit einer Lotterie, deren Ziehung am 30. Dezember 1884 in Hannover erfolgte, brachte er letzte dazu fehlende Mittel (8.200 Mark) zusammen. In den Jahren 1930 bis 1934 wurde die Ausmalung vollständig freigelegt. Seitdem werden kontinuierlich Sanierungs- und Erhaltungsmaßnahmen durchgeführt.
Die Kirche ist öffentlich zugänglich und kann täglich besichtigt werden. Zu besonderen Anlässen wird sie weiterhin auch gottesdienstlich genutzt.

## Architektur

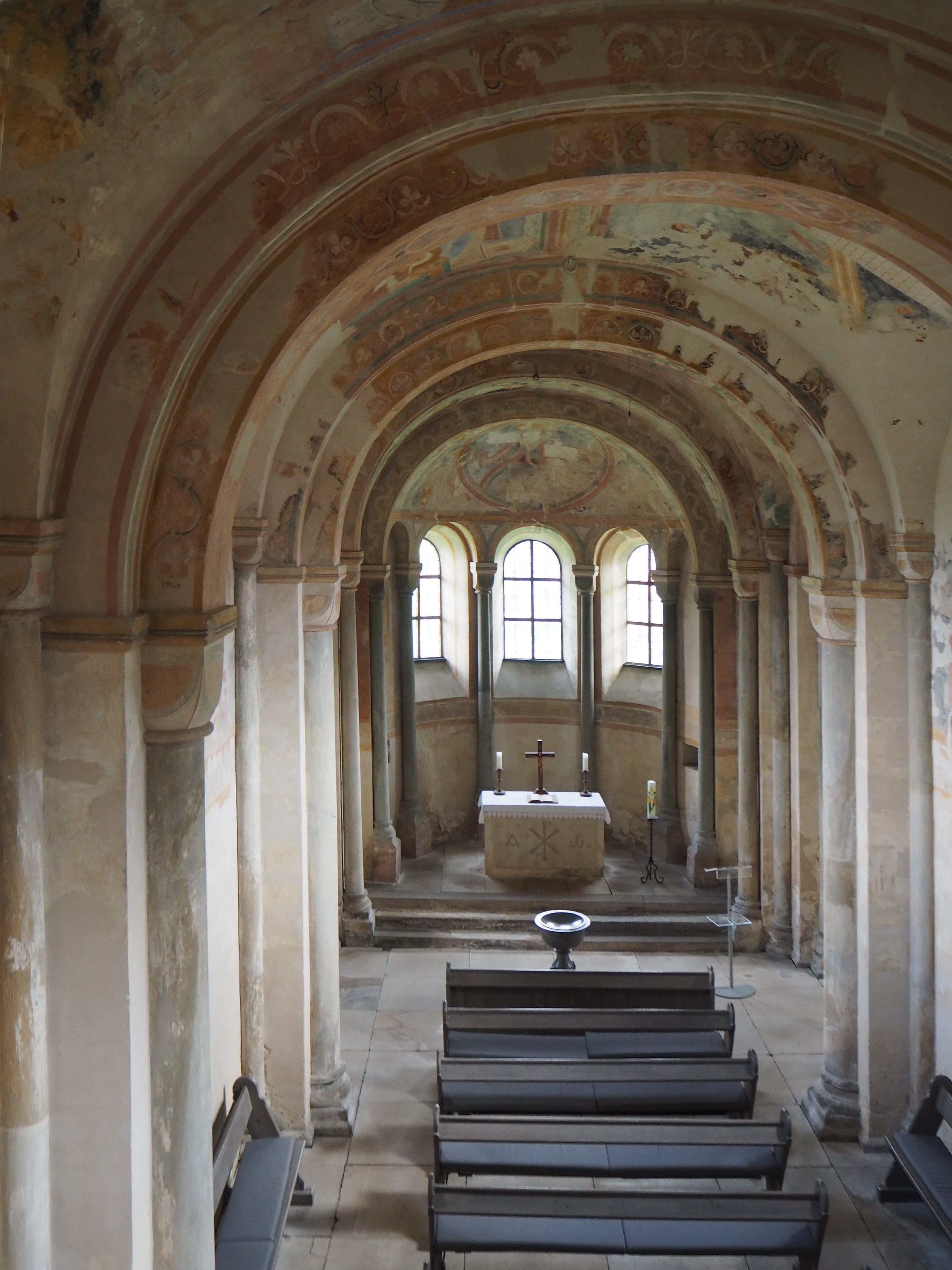
Sigwardskirche, Innenraum nach Osten

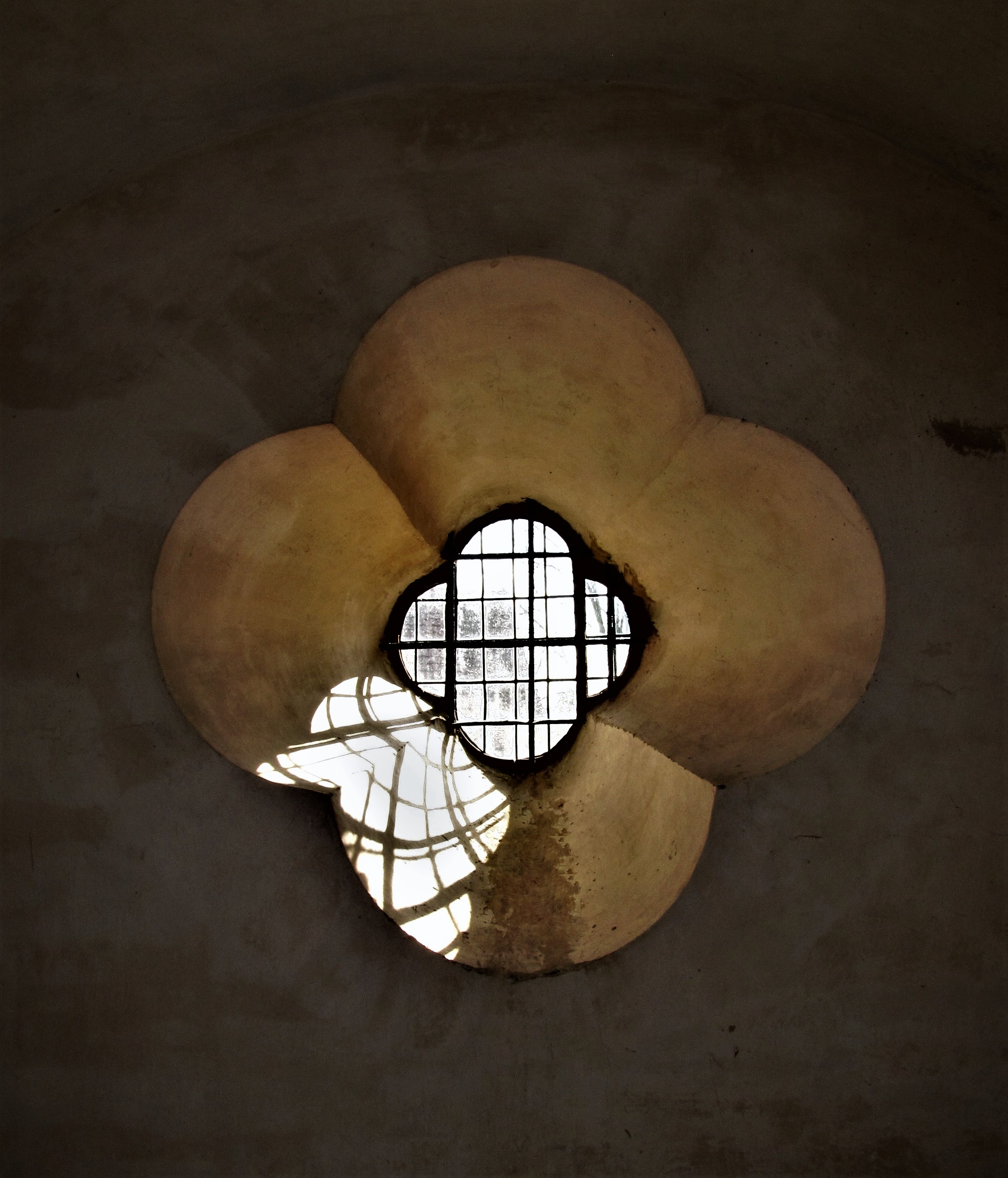
Vierpassfenster

Die Sigwardskirche wurde aus sorgfältig behauenen Sandsteinquadern errichtet. Sie besteht aus einem einschiffigen, dreijochigen Langhaus und einer außen polygonalen, innen halbrunden Apsis mit einem halben Chorjoch. Dem östlichen Langhausjoch sind beidseitig Kapellen angefügt, die den Eindruck eines kurzen Querhauses mit rechteckiger Vierung erzeugen. Die Joche sind innen mit doppelten, halbsäulen- und wandpfeilergestützten Gurtbögen abgeteilt und mit Gewölben überspannt, deren Grate nach oben in Tonnenform auslaufen. Besonderen Gestaltungswillen zeigt die Apsis mit ihrer Fenster- und Säulengliederung.
Westlich schließt sich an das Langhaus der massive, annähernd quadratische Turm an. Er enthält eine überwölbte Portalhalle, darüber eine ehemals als Herrscheroratorium im Sinne eines Westwerks genutzte Kapelle mit seitlichem Vierpassfenster und Doppelbogenöffnungen zum Kirchenschiff, darüber ein Glockengeschoss.
Bischof Sigward hatte 1129, unmittelbar vor Baubeginn in Idensen, im Beisein von König Lothar von Supplinburg die Stiftskirche von Elten geweiht, die erste vollständig gewölbte Kirche am Niederrhein, von wo er auch die Bauhandwerker mitgebracht haben wird. Beide Bauten zeigen nicht nur dasselbe Gewölbesystem, sondern besitzen jeweils auch den ältesten romanischen Kirchturm in ihrer Region.
Das Südportal der Kirche besaß in ihrem Tympanon laut der Mindener Bistumsgeschichte Catalogus episcoporum Mindensium des Hermann von Lerbeck die Inschrift Sum quod eram, nec eram quod sum, modo dicar utrumque. Tene, praebe juste, prudenter, honeste. Die Inschrift ist nicht mehr vorhanden. Der Historiker Karl Ludwig Grotefend interpretierte sie so: „Ich bin, was ich bin (ein guter Christ), der ich auch war, aber ich war nicht, was ich bin (ein guter Bischof); möchte ich nur den Namen beider verdienen.“

## Wandmalereien

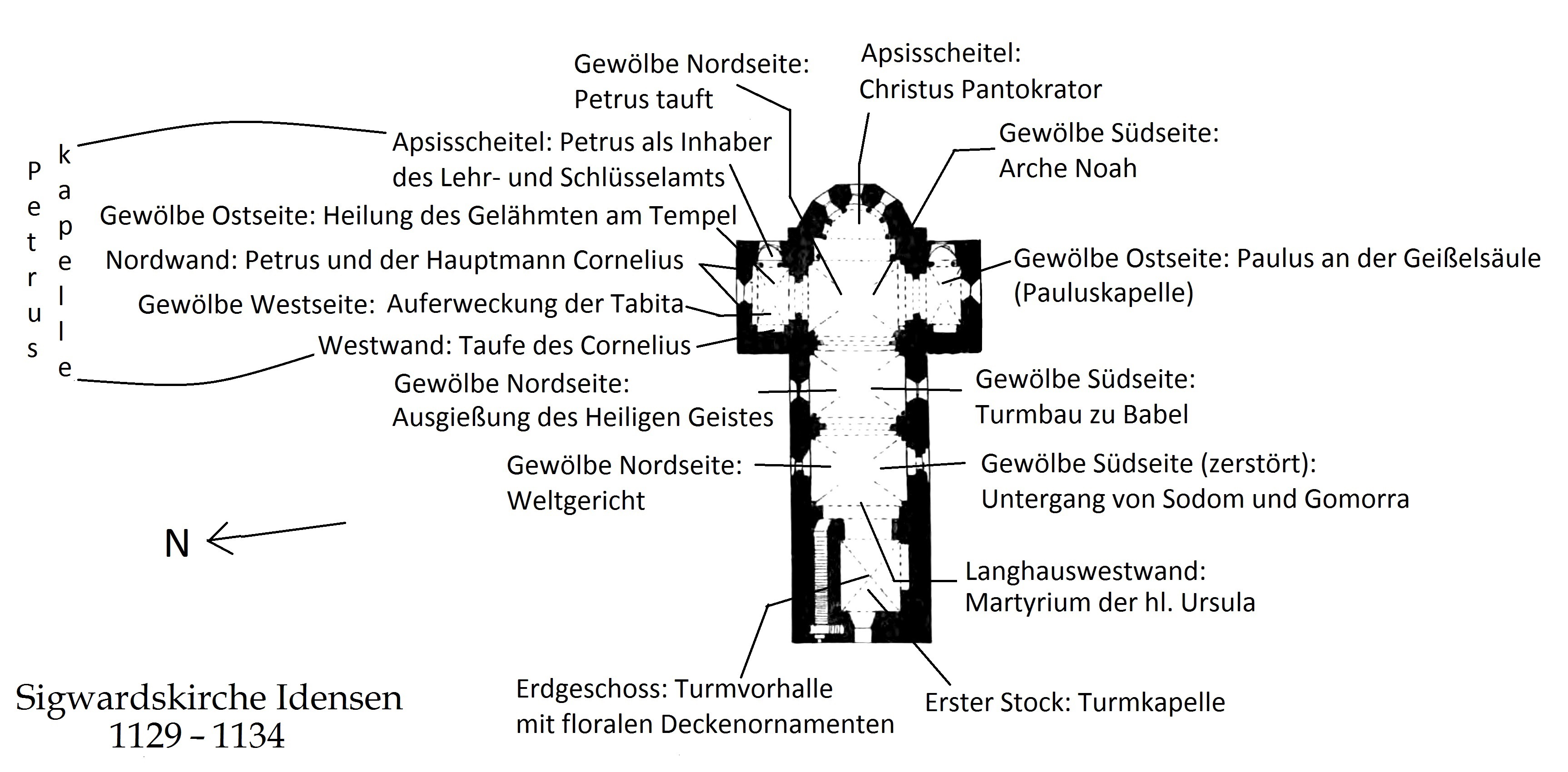
Bildthemen der Wandmalereien

Die romanischen Wandmalereien zeigen biblische Szenen und Heiligendarstellungen.
Das auf den exegetischen Schriften des Rupert von Deutz basierende typologische Bildprogramm der Ausmalung stellt im Schiff in Bildpaaren des Alten und Neuen Testaments von Ost nach West Sintflut und Taufe (die zerstörende und segnende Kraft des Wassers), Turmbau zu Babel und Pfingstwunder (Sprachverwirrung und Sprachwunder) sowie Sodom und Gomorra und Jüngstes Gericht (Gericht über die Menschheit) dar. Hinzu kommt eine auf Bischof Sigward verweisende persönliche Bezugsebene, indem die durch den Architekturrahmen im Mindener Dom lokalisierte Taufe seine Aufnahme in die Kirche, die Pfingstszene seine bischöfliche Sendung und das Gericht (er selbst ist unter den Gerichteten dargestellt) seine letztendliche Verantwortung thematisieren. Das große Bild der Westwand – hier befand sich im Mittelalter meist die kaiserliche Empore (siehe Westwerk) – zeigt den Befehl des als Kirchenverfolger gesehenen Königs Etzel zum Martyrium der heiligen Ursula von Köln und der sie begleitenden 11.000 Jungfrauen und stellt damit eine Verbindung zu den Ereignissen des soeben (1122) überwundenen Investiturstreits zwischen Kaiser und Kirche her.
Die Seitenarme, die Petrus und Paulus geweiht sind, zeigen Szenen aus dem Wirken dieser Apostel. In der Apsiswölbung thront Christus als Allherrscher.

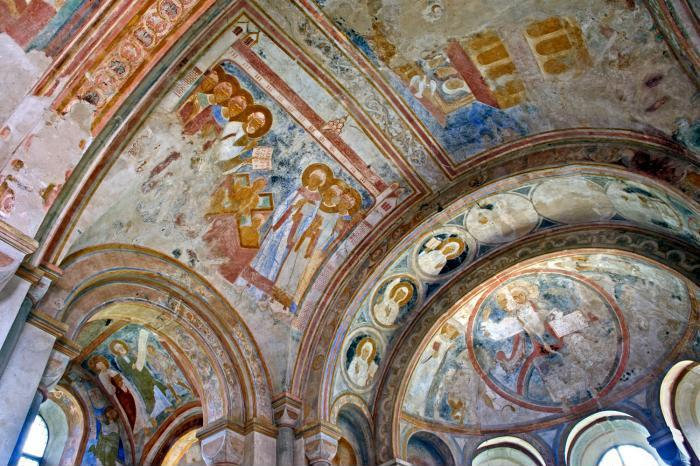
Übersicht: Blick auf Vierung und Chor
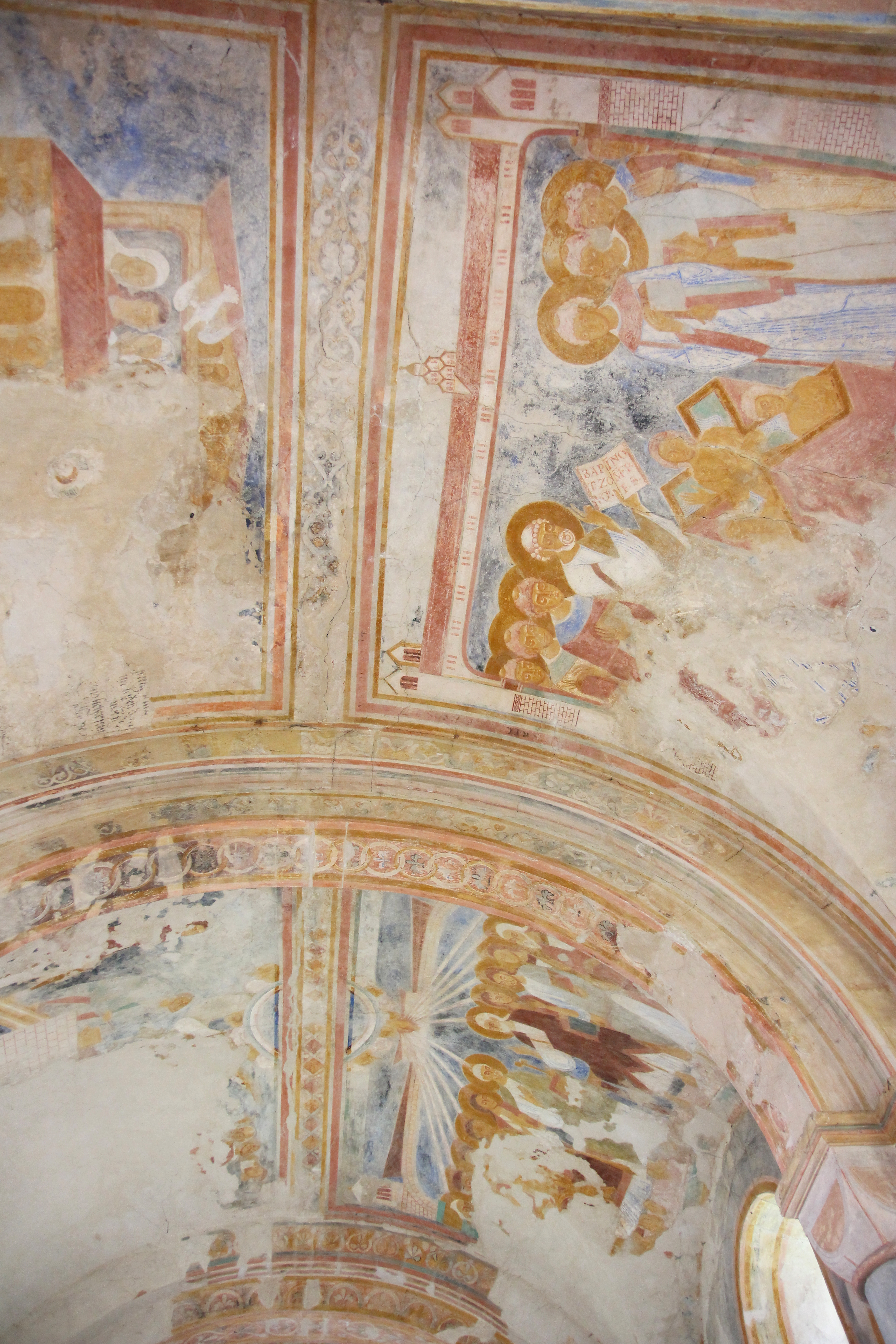
Übersicht: Blick senkrecht nach oben
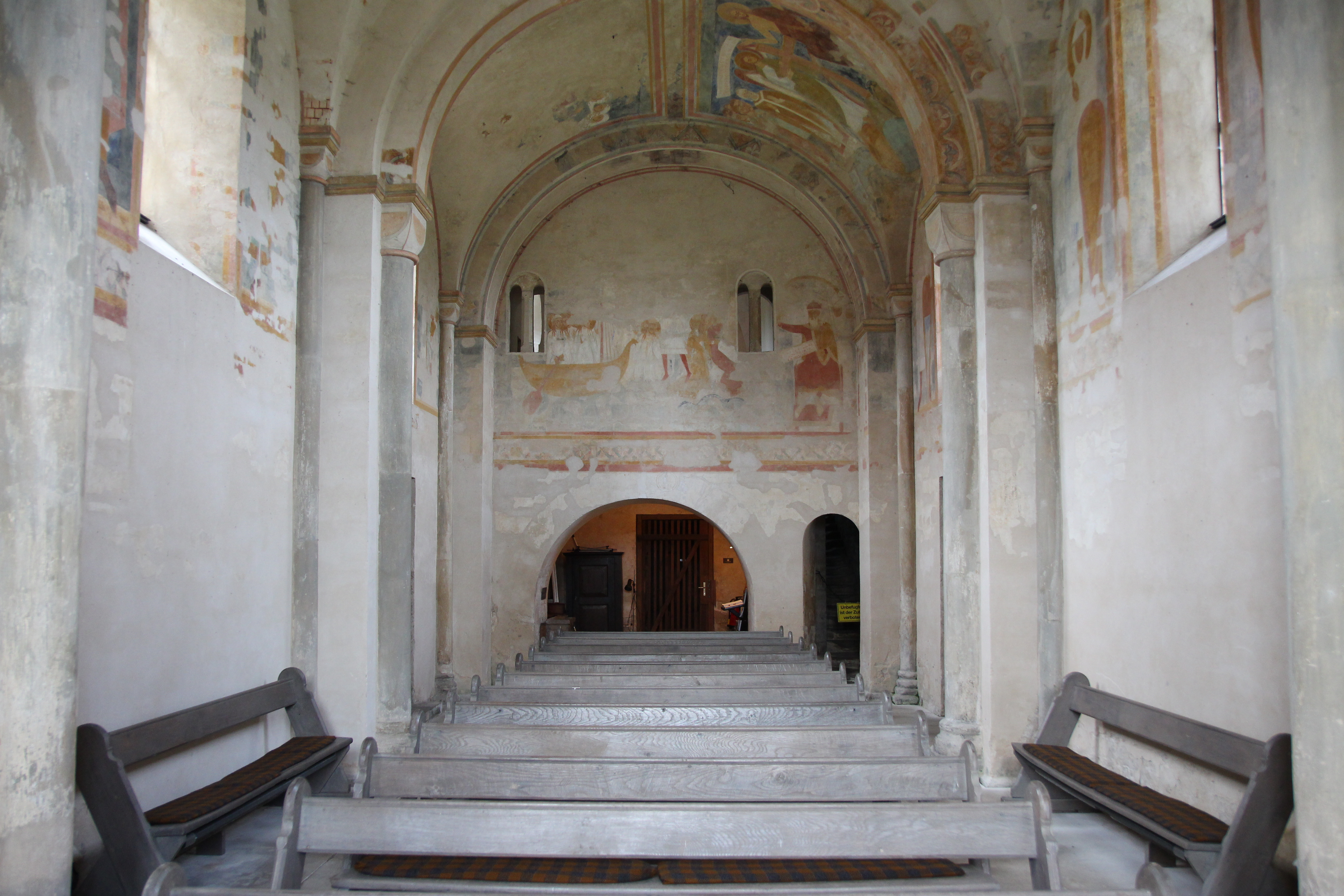
Übersicht: Blick nach Westen
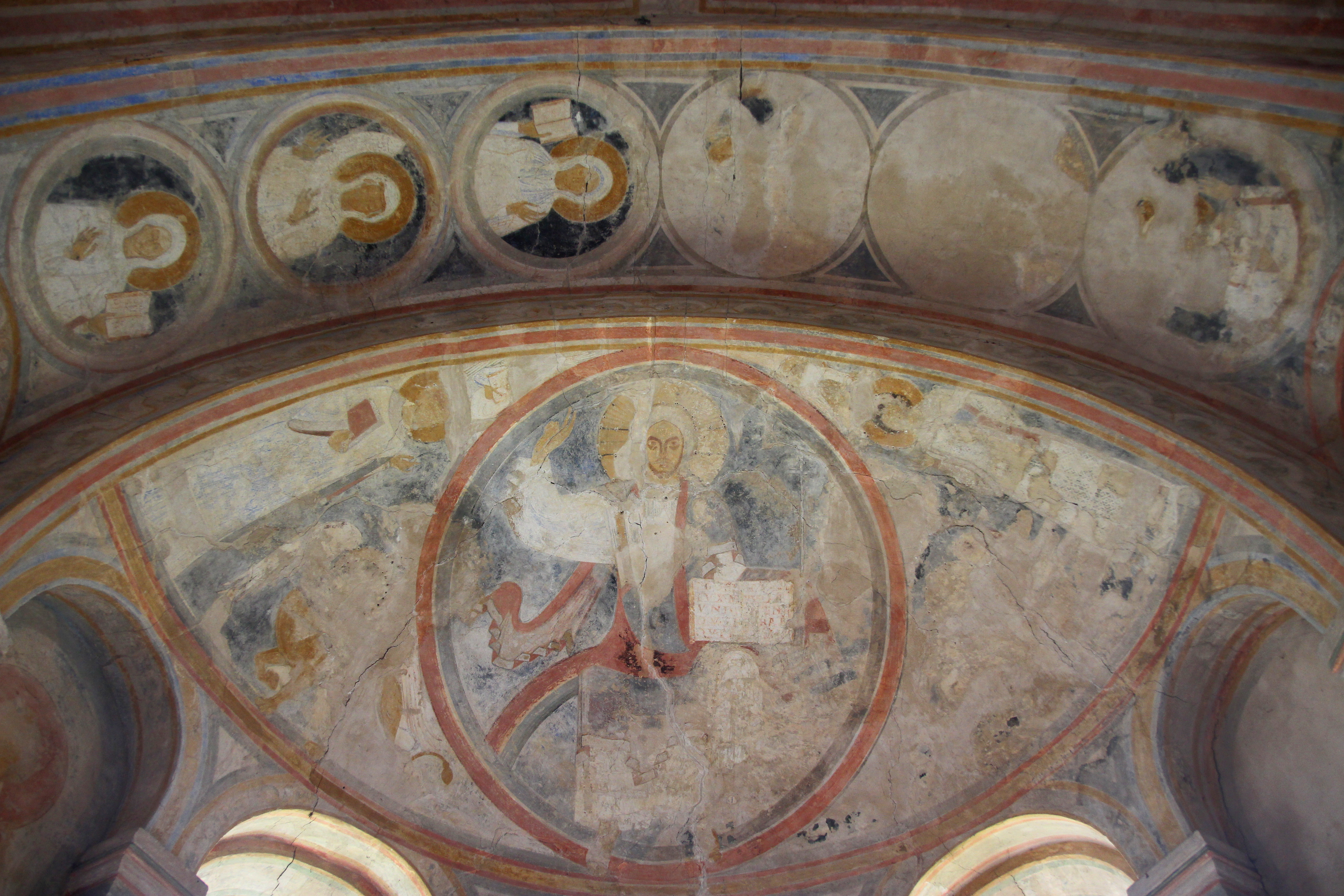
Apsiswölbung: Christus als Allherrscher
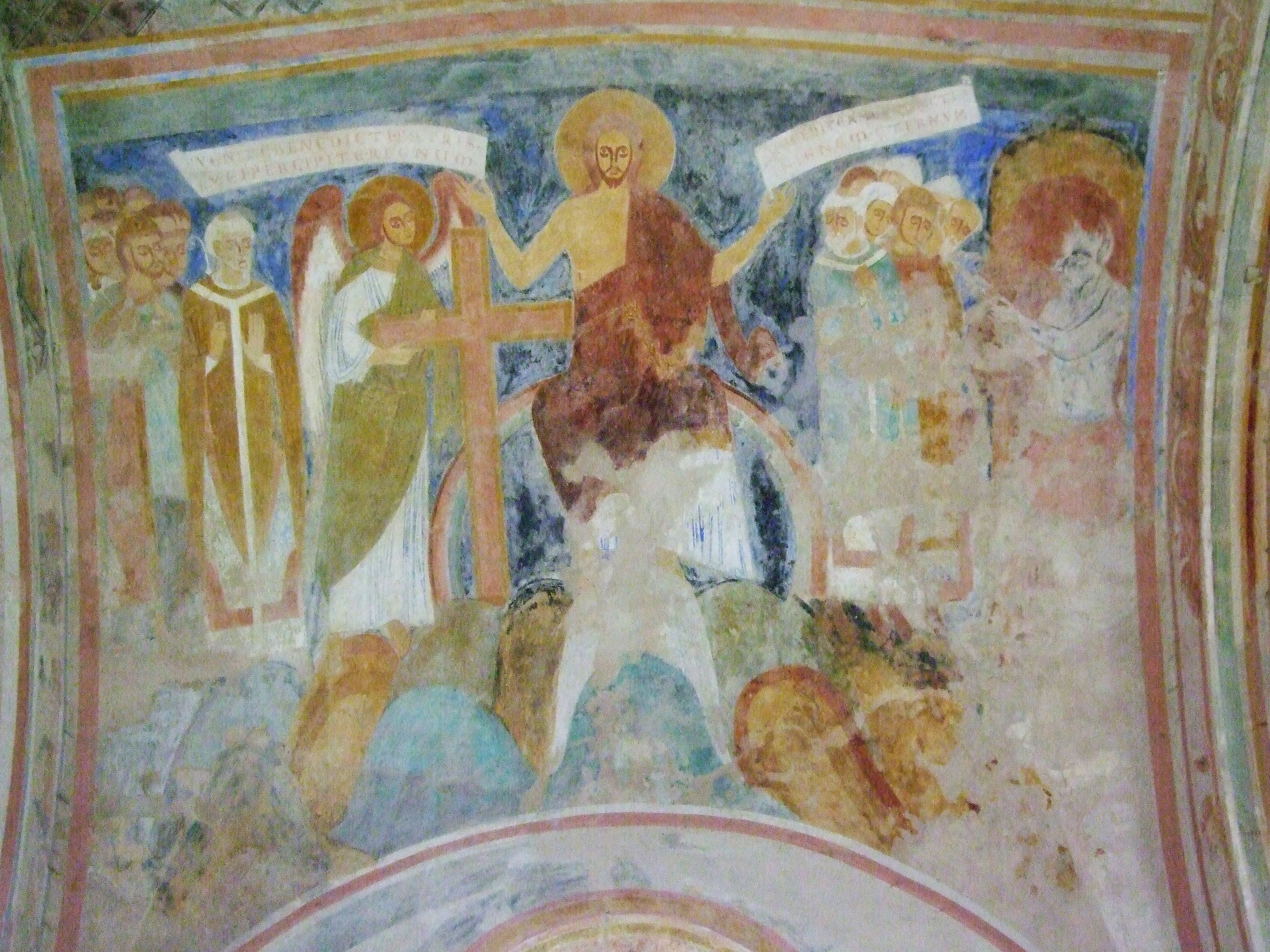
Nordseite: Christus als Weltenrichter
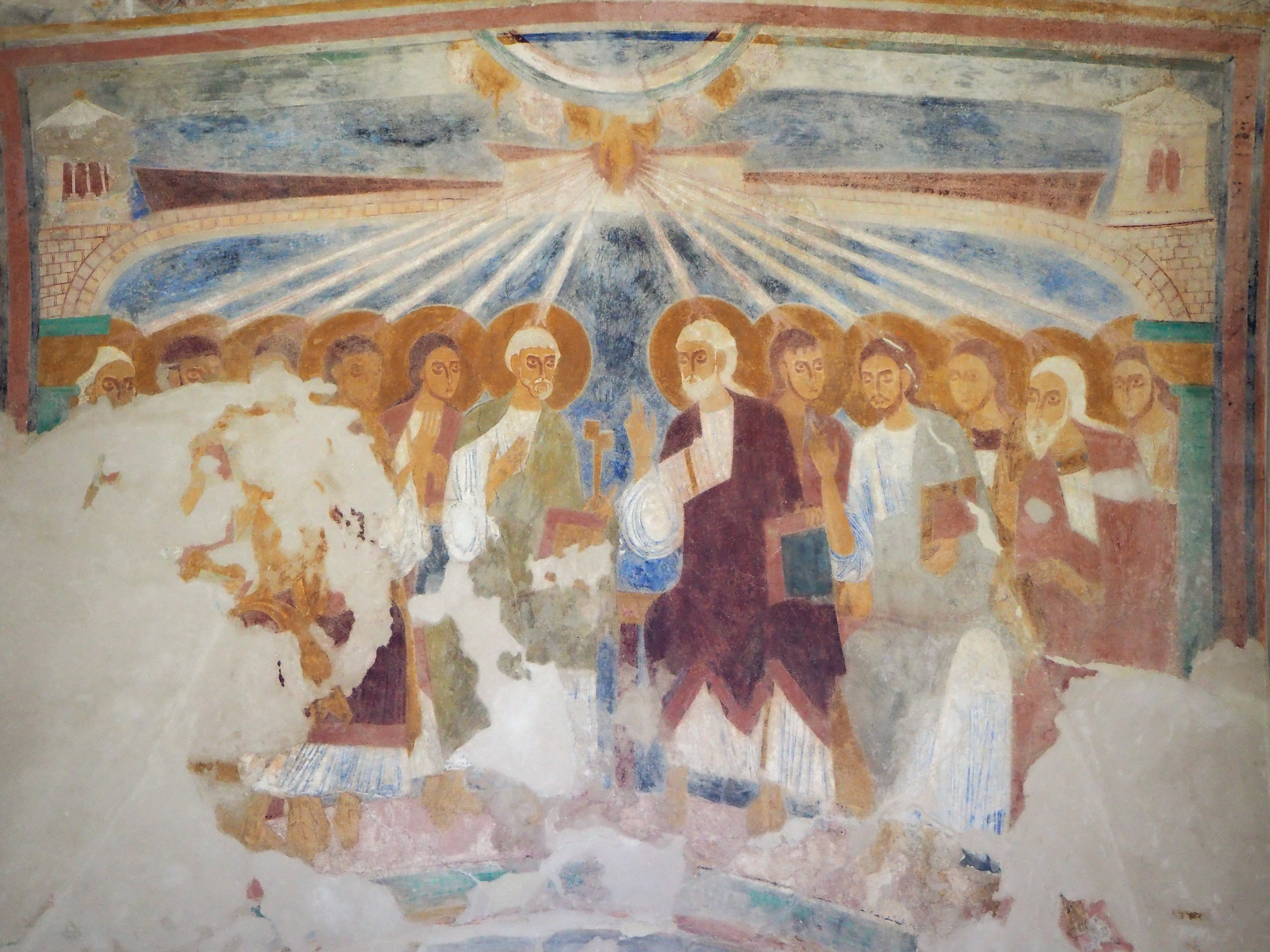
Nordseite: Ausgießung des Heiligen Geistes
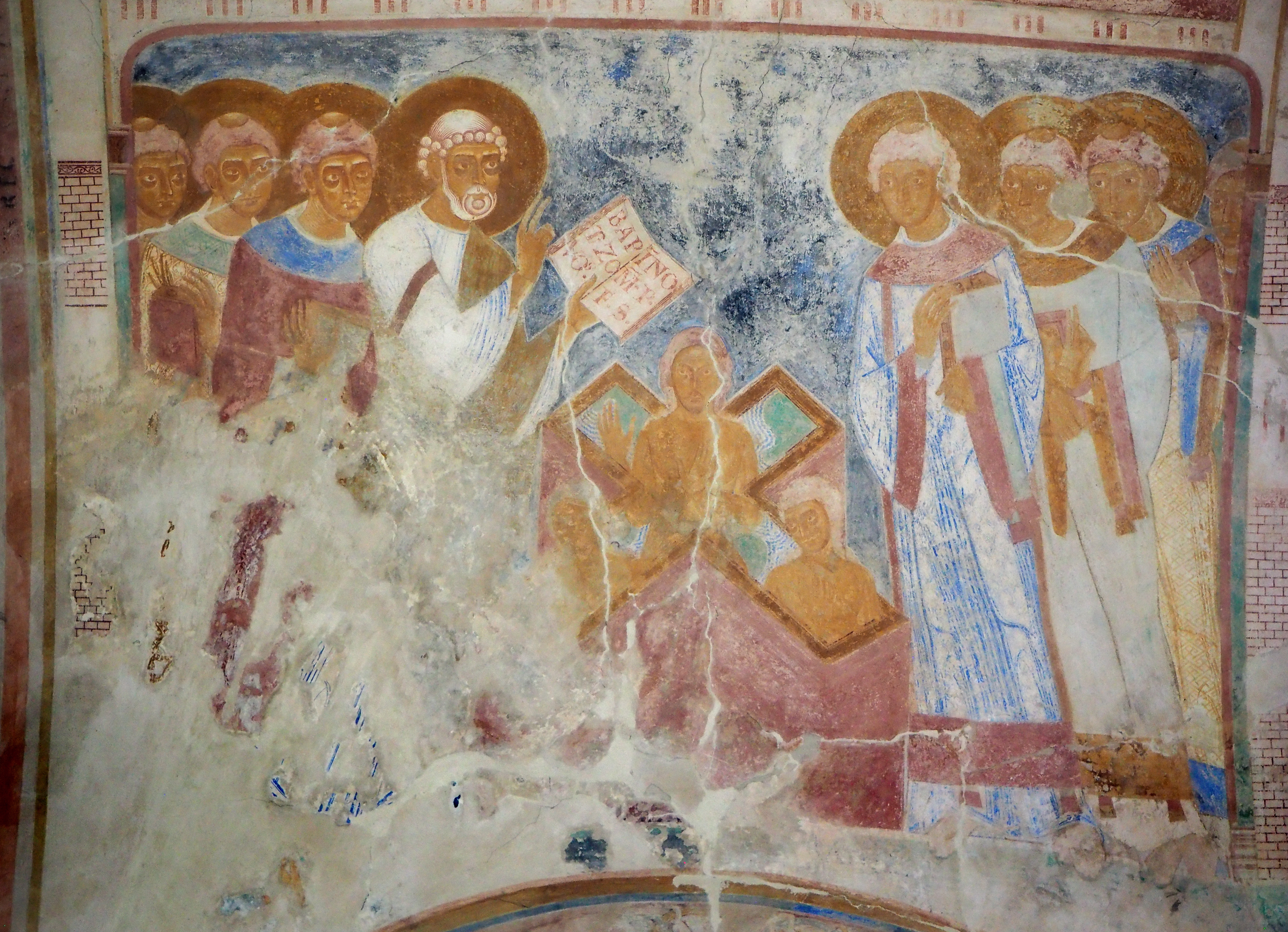
Nordseite: Petrus als Täufer

## Taufbecken
Ein schlichtes, ungewöhnlicherweise aus Zinn gefertigtes Taufbecken ist 1675 datiert und von Christophorus Ludovicus Fricke signiert.

## Glocken
Die Sigwardskirche besitzt drei historische Glocken, von denen eine aus der Erbauungszeit der Kirche stammt; sie ist die älteste erhaltene Glocke Niedersachsens und schlägt heute noch zu jeder Viertelstunde. Die beiden anderen Glocken stammen von 1724 und 1823.

## Orgeln, historisch
- Die erste Orgel (1585) war ein Positiv und stand wohl vor der Westwand auf einer Empore.
- Die zweite Orgel (1657) war ebenfalls ein – gebraucht gekauftes – Positiv, mit fünf Stimmen.
- Die dritte Orgel (1737) wurde ausgeführt von dem bekannten norddeutschen Orgelbauer Johann Dietrich Busch, aus Mesmerode stammend, ansässig in Itzehoe, Schüler und Nachfolger von Arp Schnitger. Die Orgel geriet bald in einen desolaten Zustand, der durch Reparaturen nicht mehr behoben werden konnte. Schließlich verfiel die Orgel und wurde im Jahr 1934 ausgebaut. Einige Reststücke, die erhalten geblieben waren, wurden 1989 dem Landeskirchlichen Orgelmagazin in Wittenberg übergeben.[12]

## Sigwardsweg
Die Sigwardskirche ist mit dem Mindener Dom Ausgangs- und Zielpunkt der beschilderten Pilgerroute Sigwardsweg. Besucher können ganzjährig unangemeldet die Kirche besuchen.

## Bewerbung als Welterbestätte
Im Jahr 2012 bewarb sich die Stadt Wunstorf mit der Sigwardskirche um Aufnahme in die deutsche Tentativliste bei zukünftigen Anträgen als UNESCO-Welterbestätte. Eine Expertenkommission unter Führung des Niedersächsischen Ministeriums für Wissenschaft und Kultur lehnte die Kandidatur wegen geringer Erfolgsaussichten ab, da Kirchengebäude unter den Welterbestätten bereits überrepräsentiert seien.